# Naučná stezka Mūšos tyrelio
Naučná stezka Mūšos tyrelio nebo naučná stezka Mūšos tyrelis, litevsky Mūšos tyrelio pažintinis takas, je okružní naučná stezka je v mokřadech/bažinách Mūšos tyrelio/Mūšos tyrelis (Mūšos tyrelio pelkė) v chráněném území Mūšos tyrelio telmologinis draustinis v regionálním parku Žagarė v Litvě. Nachází se také v seniorátu Gaižaičių seniūnija v okrese Joniškis v Šiauliaiském kraji.

## Další informace
Naučná stezka byla otevřena dne 13. března 2015 a okamžitě se zapsala do Litevské knihy rekordů jako nejdelší promenáda v bažinách/močálech Litvy. Mokřadní komplex Múšos Tyrelis sloužil v dobách Sovětského svazu pro těžbu rašeliny a později se, díky své přírodní jedinečnosti, zněj stala chráněná rezervace. Z původní délky 3,6 km se stezka rozrostla až na délku 7,5 km. Trasa začíná a končí na parkouvišti u turistického zastřešeného odpočívadla, které je také vybaveno toaletami a nabíječkami mobilů. Stezka vede kolem místa Grybai (Houby) k dřevěné rozhledně Mūšos tyrelio. Pak pokračuje kolem jezera Miknaičiai a přes mokřad Múšos tyrelis, kolem bludného balvanu Tyrelio (Tyrelio akmuo), kolem partizánského bunkru z let 1945-1946 (Buvusios partizanų stovyklavietės vieta), pramenů řeky Mūša, přírodní kaple mnicha Stanislause a jezera Miknaičiai zpět. Stezka, která je z velké části postavená na dřevěných povalových chodnících a na které jsou umístěny také informační panely, je celoročně volně přístupná a je z ní zakázáno odbočovat. Na stezce je zakázáno kouřit a je zónou bez odpadkových košů, takže případné odpadky je nutné si odnést s sebou. Většina trasy stezky je uzpůsobena i pro vozíčkáře.

## Galerie

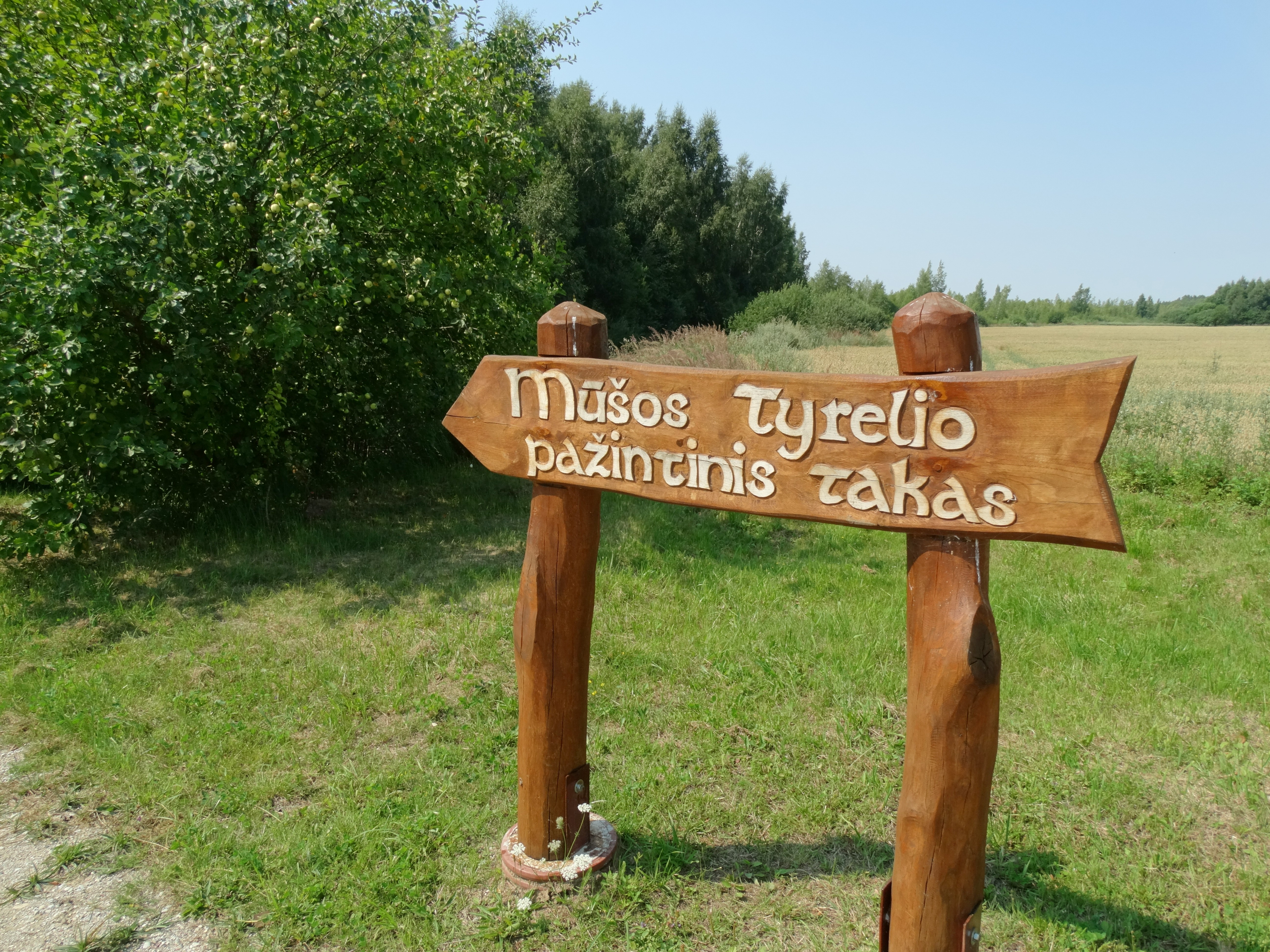
Ukazatel na začátku stezky
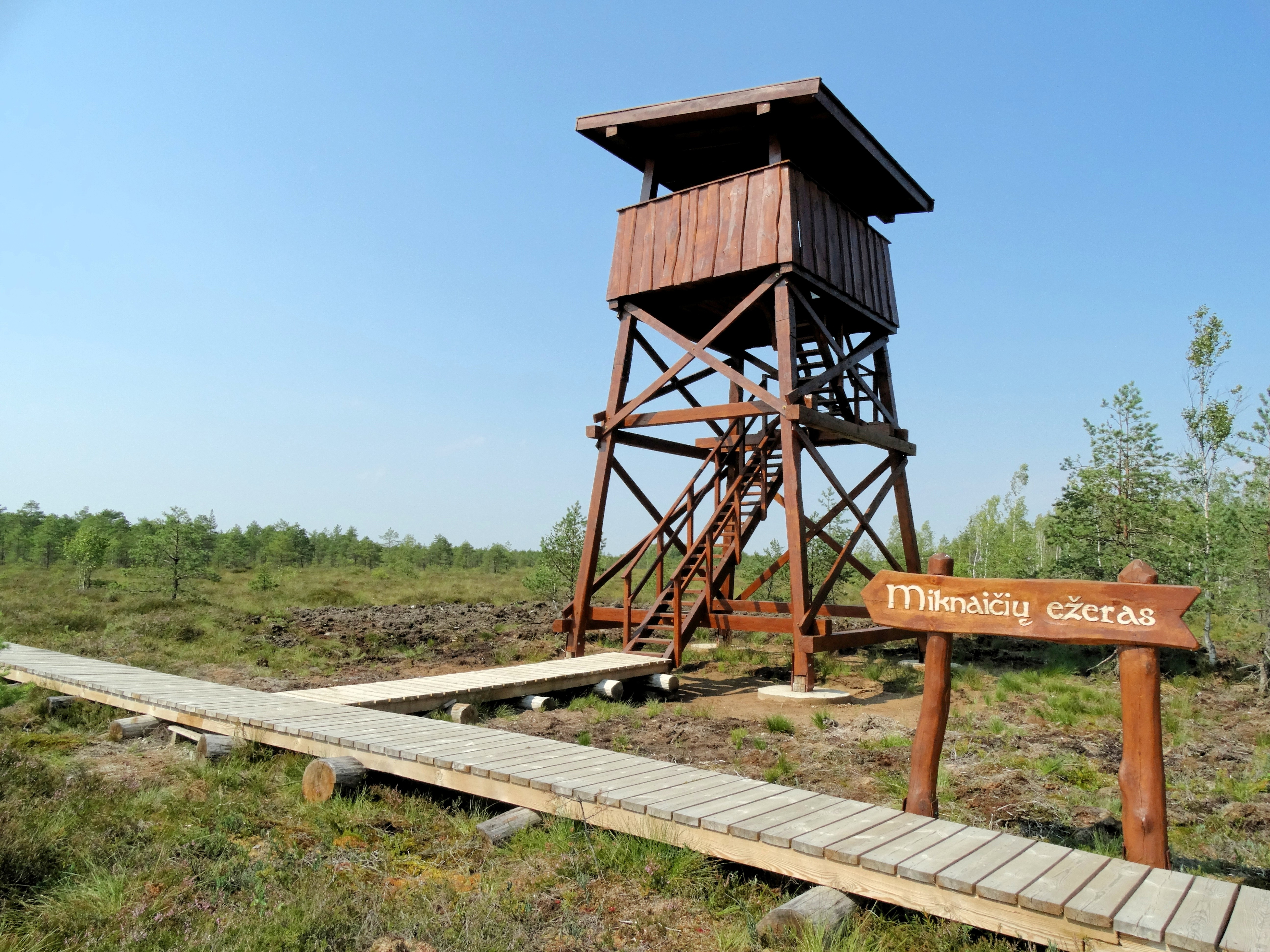
Rozhledna u stezky
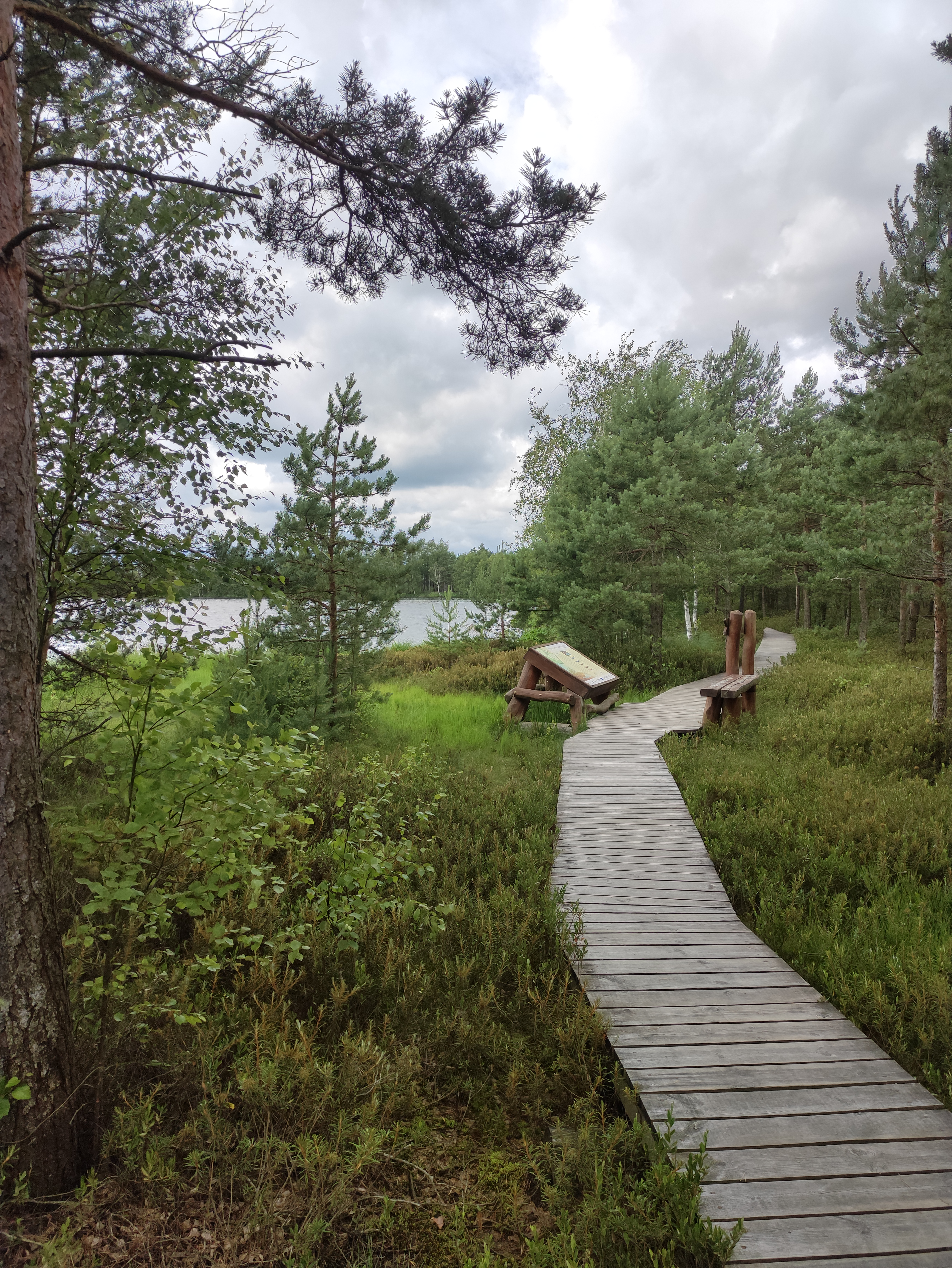
Povalový chodník
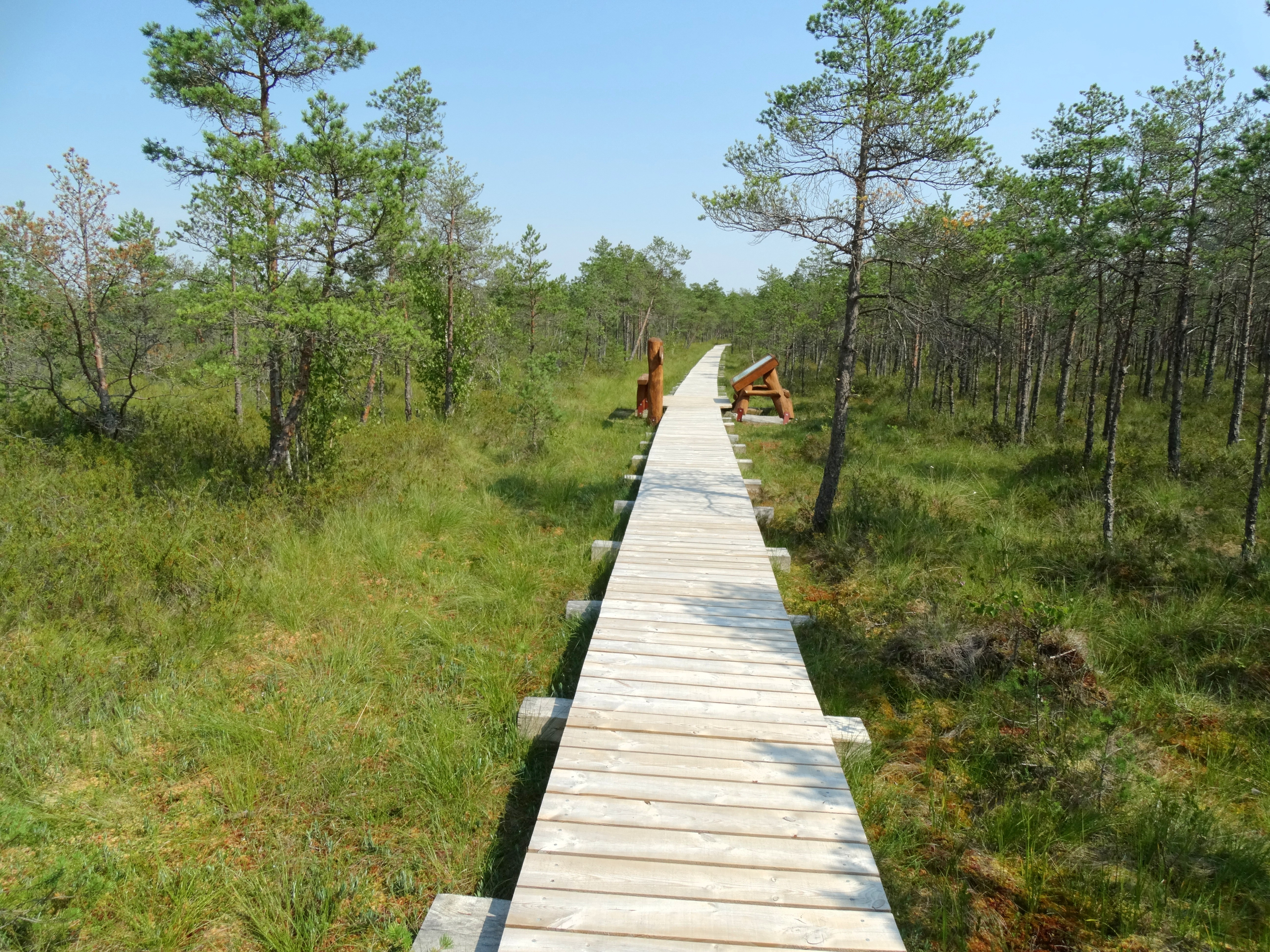
Povalový chodník
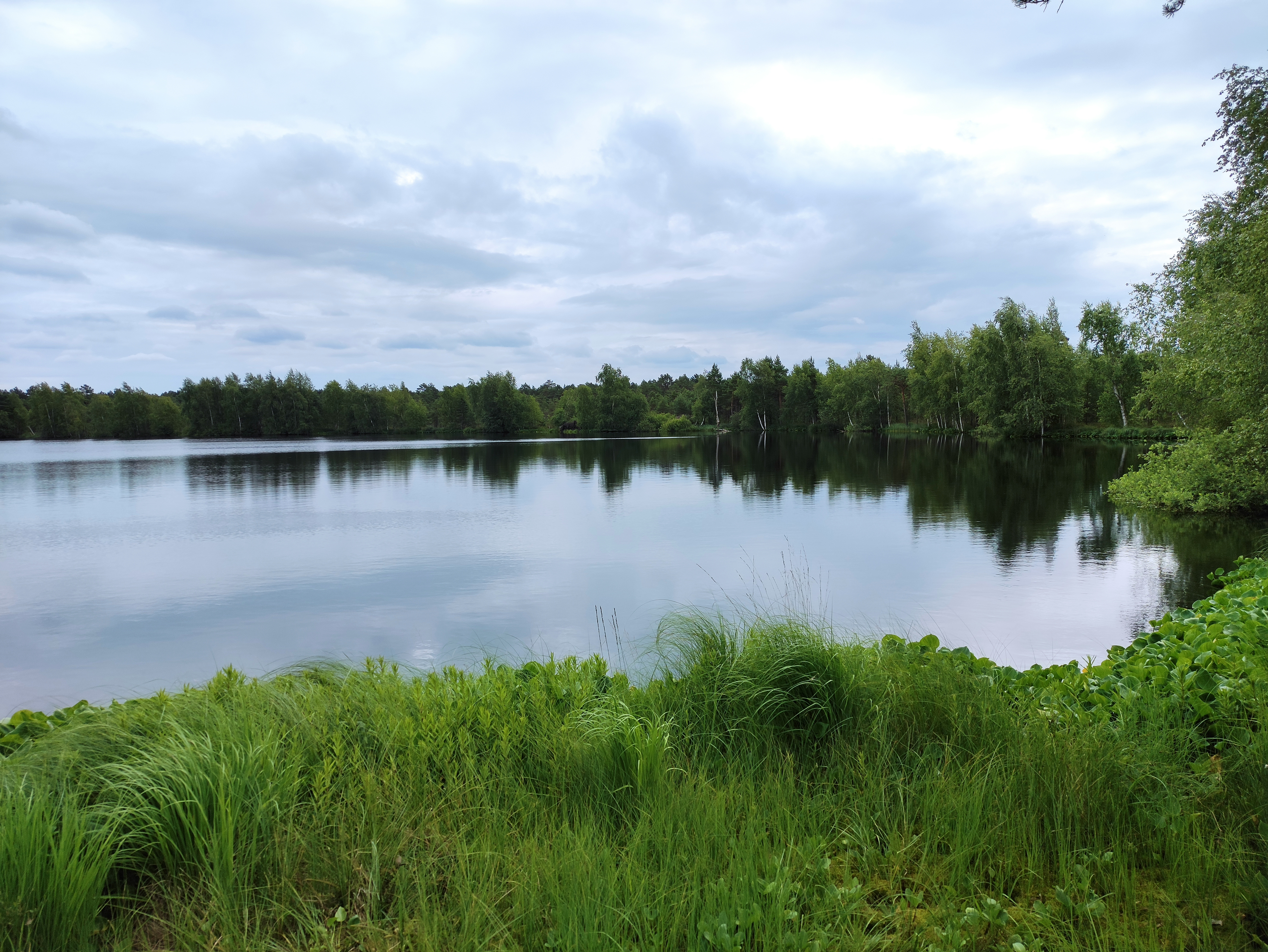
Bažiny Mūšos tyrelio pelkė
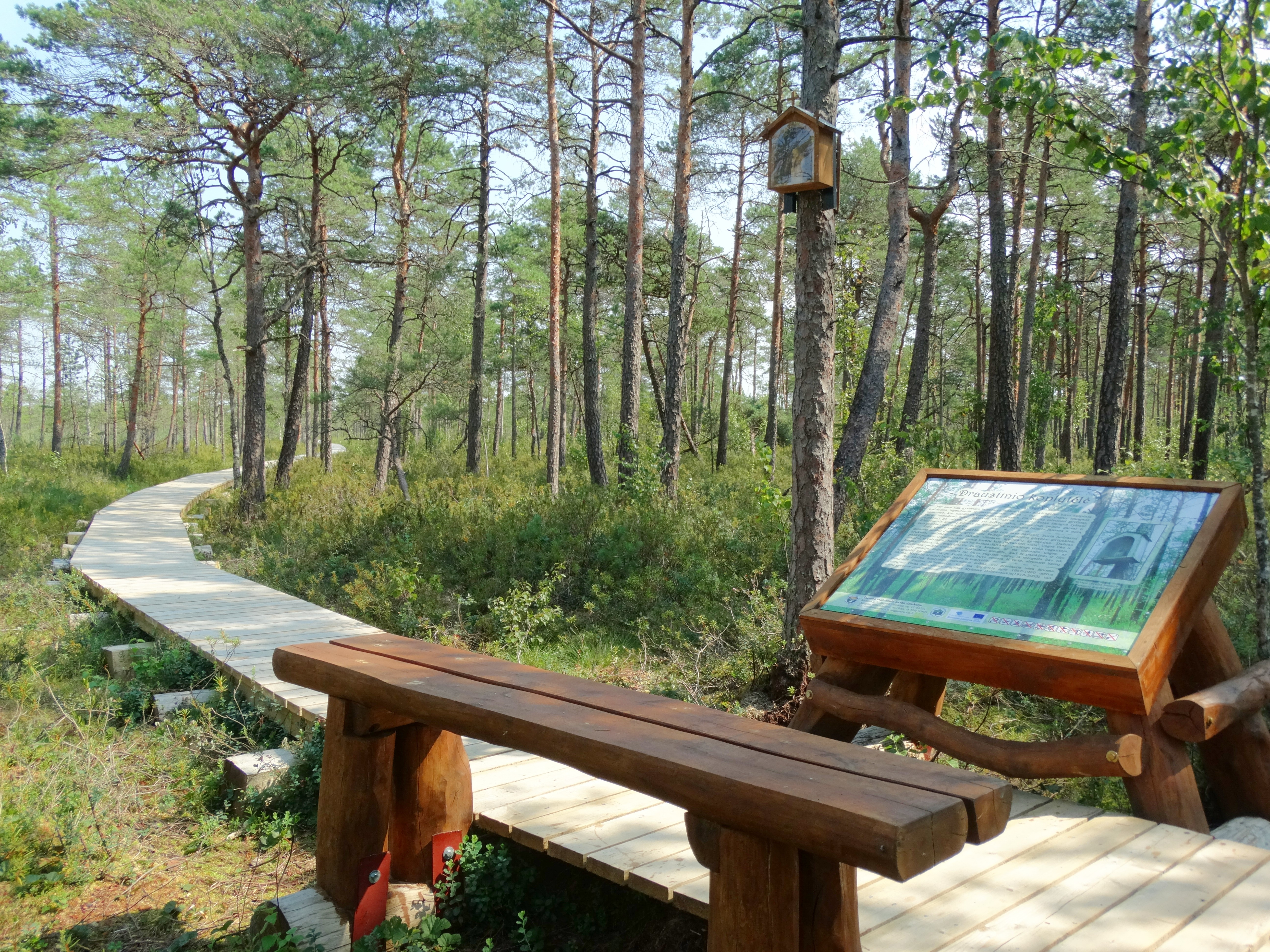
Informační panel u stezky